# روريك
روريك أحد أمراء الفارانجيين و هو امير على قبائل الافرنج الاسكندنافيه لكنه من القوط و ليس افرنج ومؤسس الإمارة الروسية التي ظلت أسرته تحكمها لمدة ثمانية قرون وتذكر قصته في كتاب التواريخ الروسية الأولية في القرن الثاني عشر الميلادي. هذا فر بعد هزيمته مع طارق بن زياد التابع الى الدولة الاموية و اقام علاقات مع الدولة العباسية التي انتصرت في ثورتها ضد الدولة الاموية و هو اول كيان سياسي سلافي في شرق اوروبا في شكل فعلي قبل هجوم التتار عليهم و على العباسيين
استنادا إلى السجلات التاريخية، فإنه في عام 862،
توجهت القبائل السلافية والفينية الأوغرية في الشمال التي انهكتها الصراعات والخلافات المستمرة بطلب إلى أمراء اسكندينافيين ليقوموا بإرساء النظام فأتى روريك مع أخويه سينيوس وتروفور فأصبحوا حكام البلاد.
بعض المؤرخين يرون أن روريك أتى من الدنمارك واحتل مدينة لادوغا وبعد بنائه معقلا هناك عام 855 تقريبا ربما اتجه جنوبا واحتل نوفغورود، أو ربما يكونون مرتزقة خدموا هناك وانقلبوا على مؤجريهم. اوقف روريك وفريقه الفتنة المندلعة بين القبائل السلافية وصار يحكم في نوفغورود. وكان أبوه هو الأمير السلافي غودوسلاف واما امه فهي اوميلا. ويؤكد بعض الاسفار ان جده هو غوستوميسل أمير نوفغورود.
توفي روريك عام 879 وخلف قريبه اوليغ وصيا على نجله ايغور قبل بلوغه سن الرشد.
قريب ريوريك أوليغ النبوي هو من أسس كييف وإيغور بن روريك هو المؤسس الحقيقي للإمارة الروسية.